# Jeff Reed
Jeffrey Montgomery Reed (født 9. april 1979) er en tidligere amerikansk fodbold-spiller fra USA, der spillede i NFL for henholdsvis San Francisco 49ers og Pittsburgh Steelers. Han spillede positionen placekicker.